# Ортума
Ортума (ест. Ortuma) — село в Естонії, входить до складу волості Вастселійна, повіту Вирумаа.